# Janta v/s Janardan – Bechara Aam Aadmi
Janta v/s Janardan – Bechara Aam Aadmi é um filme de Bollywood de sátira política, produzido por Dhananjay Kumar Yadav para a Dhananjay Films.

## Enredo
Janta v/s Janardan – Bechara Aam Aadmi é uma comédia satírica social que se concentra em personagens que se tornam vítimas do corrupto sistema governamental. A história gira em torno da atual situação política da sociedade e do país. Ele descreve uma sociedade dividida em dois grupos: Ganhadores e Perdedores, ou seja, os políticos e as pessoas comuns, respectivamente. O filme destaca como o povo comum (Janta) é considerado Deus (Janardan) em uma democracia somente antes das eleições. Uma reviravolta ocorre após as eleições, quando os que votam permanecem os Janta, mas os que são eleitos se tornam os Janardan.
O filme descreve a história de uma pequena casbá, onde o governo alega entender as necessidades de desenvolvimento das pessoas comuns, para que elas possam se tornar prósperas. No entanto, na realidade, o governo não se importa com o bem-estar delas e considera-as simplesmente como derrotadas. A história ganha impulso à medida que lentamente as pessoas comuns começam a protestar contra o sistema vigente para garantir um futuro seguro para si. Eles incentivam outros a se oporem à estrutura política corrupta para melhorar seu estilo de vida. Eles criam consciência de que as pessoas comuns podem fazer qualquer coisa, se quiserem, porque não são fracas e impotentes, lembrando a citação de Abraham Lincoln: "o governo é do povo, pelo povo, para o povo".

## Elenco
- Gracy Singh
- Rajpal Yadav
- Govind Namdev
- Sanjai Mishra
- Akhilendra Mishra
- Vineet Kumar
- Pankaj Tripathi
- Ravi Kishan
- Brinda Parekh

## Produção
Em 7 de maio de 2013, a produção do filme ou 'Mahurat' foi anunciada oficialmente no Chandivali Studio em Mumbai. Todo o elenco e equipe estavam presentes durante o Mahurat. Foi produzido por Dhananjay Kumar Yadav para a Dhananjay Films Pvt. Ltd.

## Trilha sonora
Aadesh Shrivastava compôs a trilha sonora de Janta v/s Janardan – Bechara Aam Aadmi. Os cantores Bappi Lahiri, Kailash Kher, Shaan, Sonu Nigam e Shreya Ghoshal gravaram músicas para o filme. Uma música chamada "Aam Aadmi Jaagega, Ghor Andhera Bhaagega" foi gravada durante o Mahurat. Todo o elenco foi apresentado nesta música.